# جوار جرا

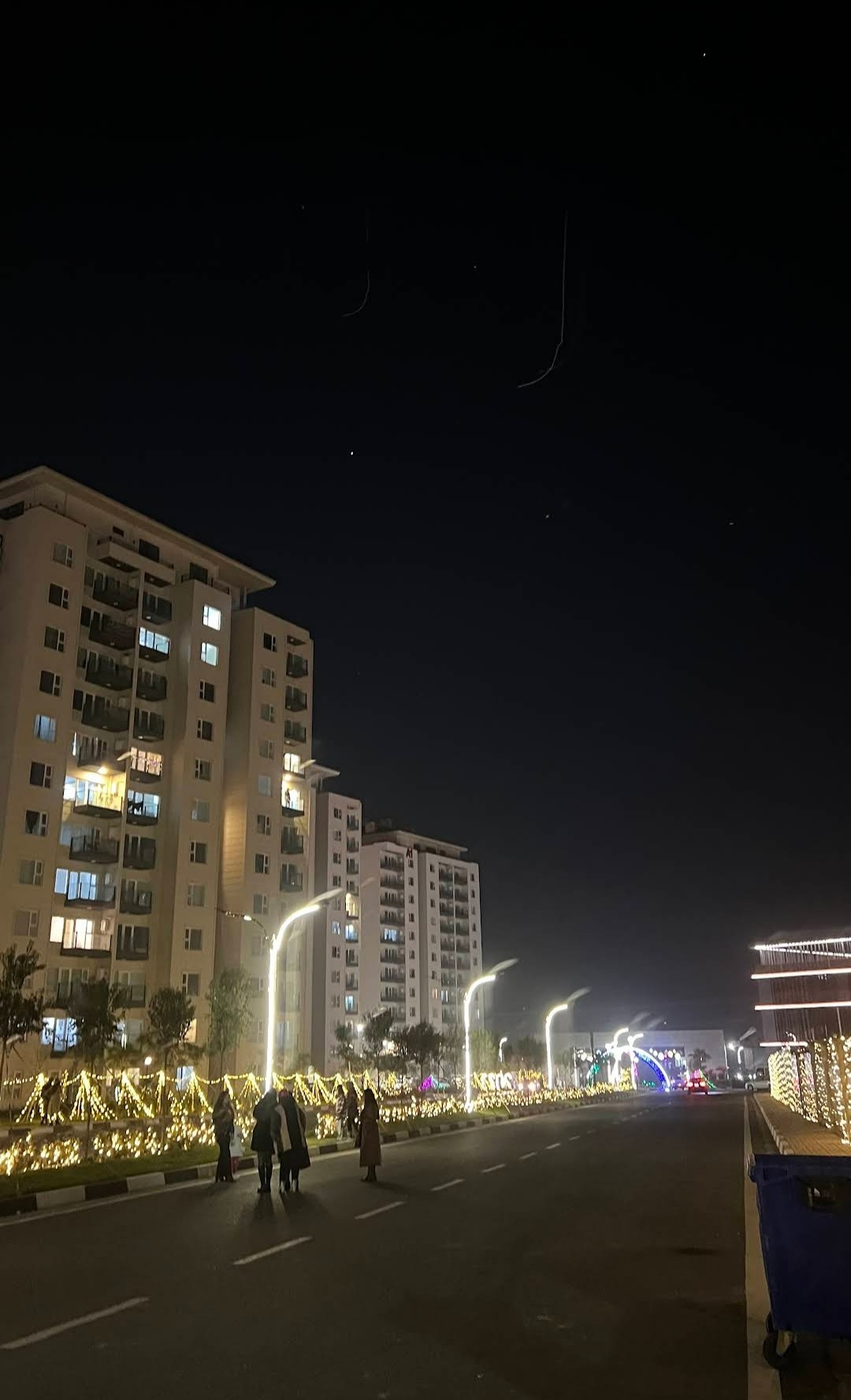
مجمع زانكو سيتي

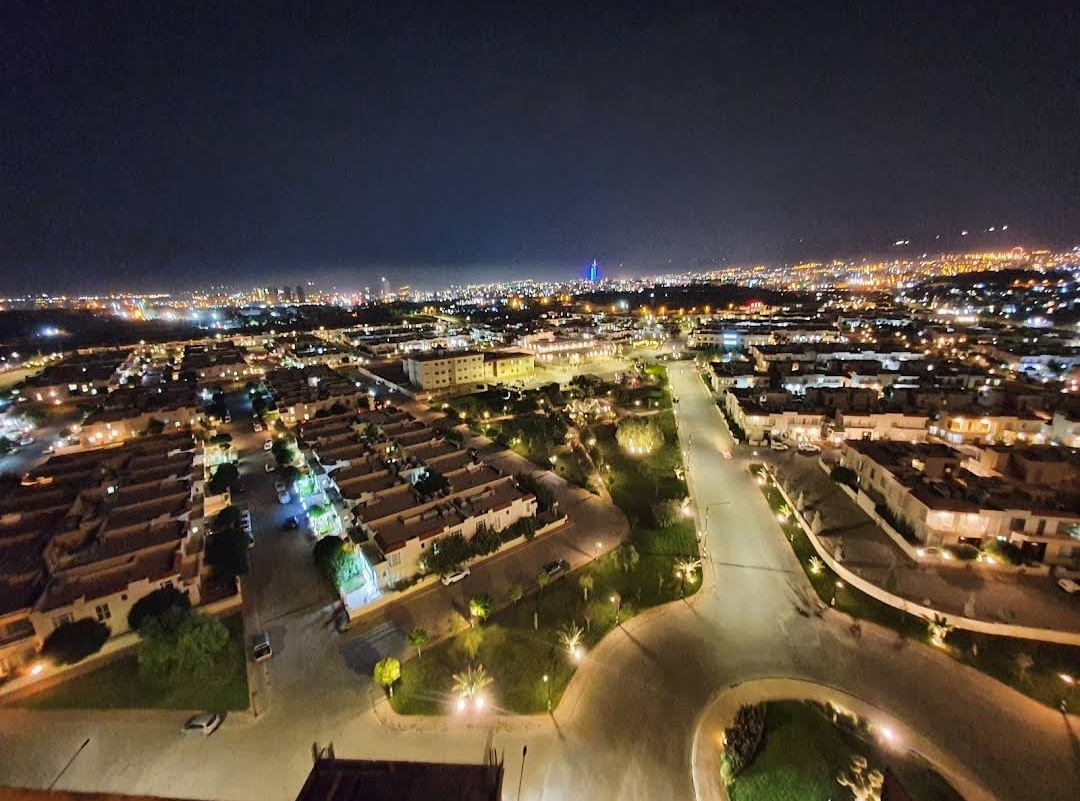
مجمع چوار چرا نوى

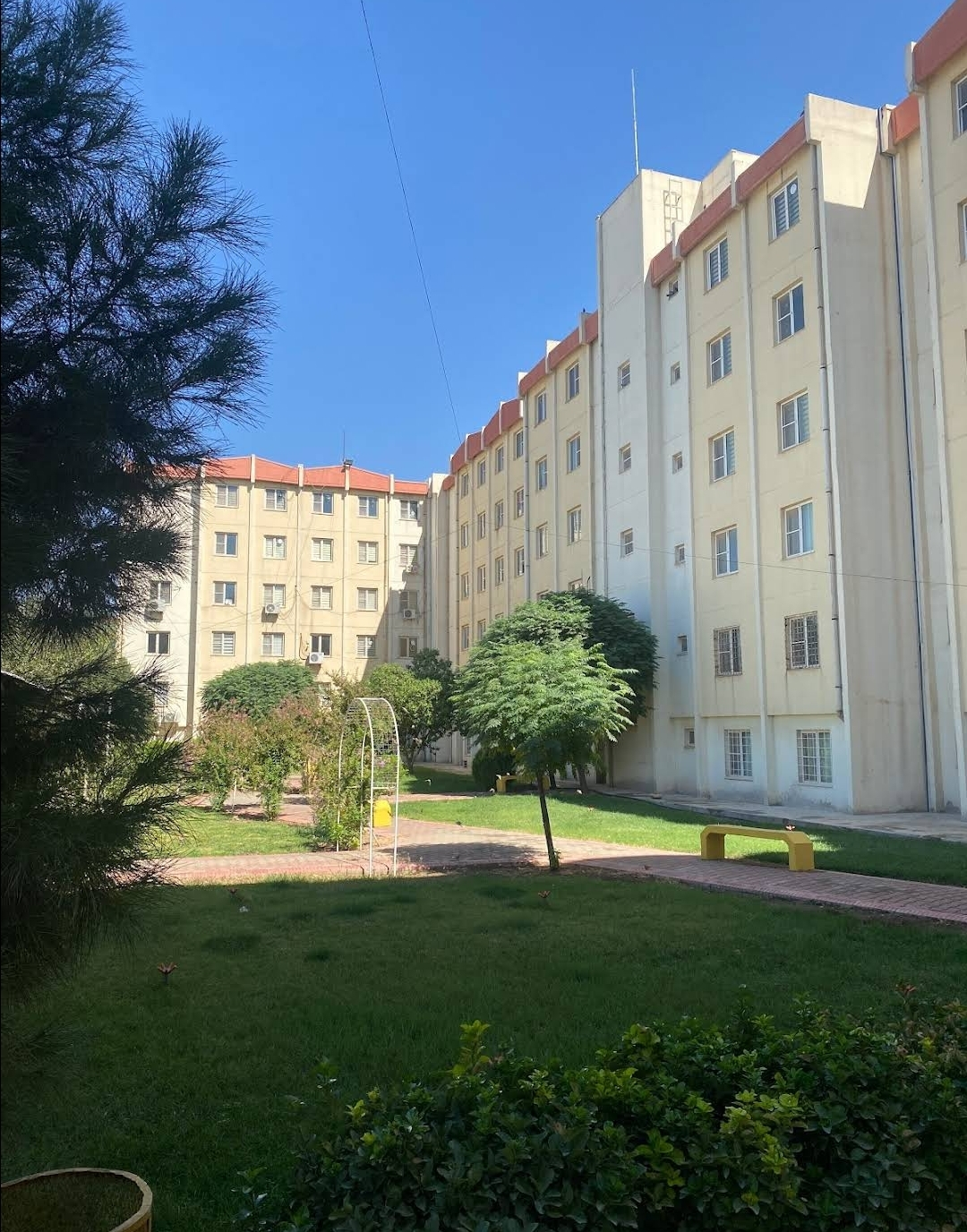
جامعة السليمانية التقنية

(جوار جرا :اللغة الكوردية: چوار چرا) هي منطقة صغيرة تقع في وسط محافظة السليمانية شمال العراق وتضم واحدة من اجمل المجمعات السكنية (مجمع چوار چرا نوى) وتنضم بها العديد من المشاريع السكنية مثل (زانكو سيتى) وتضم جامعة السليمانية التقنية